# Венера Брассампуйська

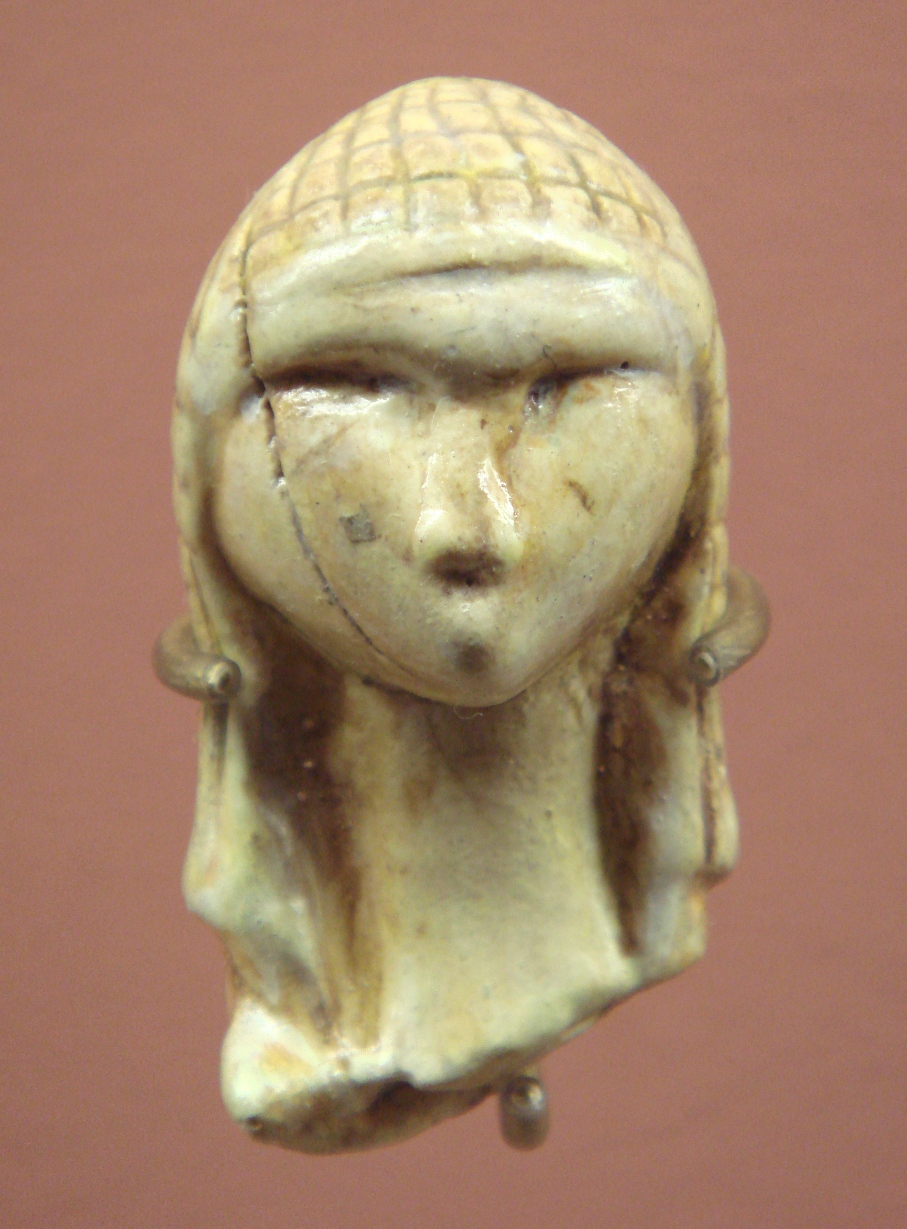
Venus de Brassempouy

Венера Брассампуйська (фр. la Dame de Brassempouy, що означає «Брассампуйська дама», або Dame à la Capuche, «Дама з капішоном») — це статуетка зі слонової кістки верхнього палеоліту. Була виявлена в печері поблизу села Брассампуй, Франція, в 1892 році. Її вік понад 25000 років і вона є однією з найбільш ранніх відомих нам реальних уявлень про вигляд людського обличчя.

## Відкриття
Брассампуй — це маленьке селище в департаменті Ланди, на південному заході Франції. Дві печери поблизу села, в 100 метрах одна від одної, були одними з перших зразків палеоліту, що були відкриті в Франції. Вони також відомі під назвами Galerie des Hyènes (Галерея гієн) і Grotte du Pape («Печера Папи»). Венеру Брассампуйську було виявлений в Печері Папи в 1892 році, разом із приблизно вісьмома людськими фігурками. Вони можуть бути прикладом незавершеної роботи, так ніби автор почав робити декілька фігурок одночасно.
П.Дюбален вперше досліджував Grotte du Pape в 1881 році, а потім Й. де Лапорт'є і Едуард П'єте з 1894 року. Археологічні методи розкопок тоді тільки починали розвиватися, вони мало звертали уваги на стратиграфічні особливості, що містили залишки. У 1892 році розкопки були розграбовані та змінені майже до неможливості реконструкції екскурсіями аматорів з Association française pour l'avancement de la science (Французька асоціація з розвитку науки). Тим не менш, вчені описали шари та віднесли їх до кінця і середини солютрейскої культури.

## Вигляд

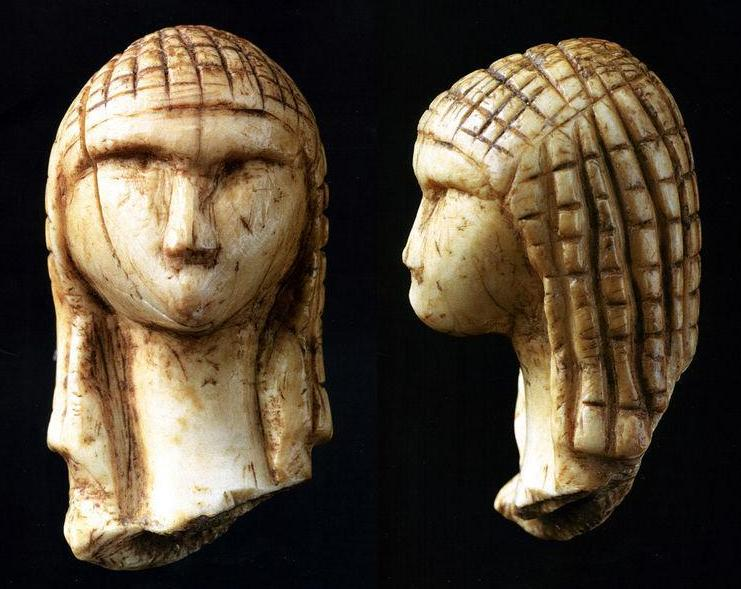
Передній і бічний вигляд Венери Брассампуйської.

Венера з Брассампуй була вирізана з бивня мамонта. За археологом Полом Баном: "фігура без статі, хоча її зазвичай називають "Венера"або «леді». Голова висотою 3,65 см і 1,9 см в ширину. Обличчя трикутне і, видається, спокійним. У той час як чоло, ніс і брови, вирізані рельєфно, а рот відсутній. Вертикальна тріщина на правій стороні обличчя пов'язана з внутрішньою структурою кістки. На голові шаховий узор, утворений двома рядами дрібних надрізів під прямим кутом один до одного; це було витлумачено, як перуку, капюшон з геометричною прикрасою,, або просто відтворення волосся.

## Датування
Хоча фігурка була виявлена так давно, що її контекст важко дослідити, вчені згідні, що Венера з Брассампуй належить до матеріальної культури верхнього палеоліту, до граветтської культури (29,000-22,000 років тому). Це більш-менш сучасна в порівнянні з іншими фігурками палеоліту Венера, такими як Вестоницька, Вілендорфська і т. д. Тим не менш, вона виділяється серед інших реалістичним виконанням.

## Марки
У 1976 році Венера Брассампуйська була зображена на марці еквівалентом 2,00 франки. Вона також була мотивом марки (15 франків) Республіки Малі.